# Parwanoo
Parwanoo es una ciudad y concejo municipal situada en el distrito de Solan,  en el estado de Himachal Pradesh (India). Su población es de 8758 habitantes (2011). 

## Demografía
Según el censo de 2011 la población de Parwanoo era de 8758 habitantes, de los cuales 5144 eran hombres y 3614 eran mujeres. Parwanoo tiene una tasa media de alfabetización del 88,43%, superior a la media estatal del 82,80%: la alfabetización masculina es del 88,56%, y la alfabetización femenina del 88,26%.